# かが (護衛艦)
「かが」（JS Kaga, DDH-184）は、海上自衛隊のヘリコプター搭載護衛艦（DDH）。いずも型護衛艦の2番艦。
艦名は令制国の加賀国に由来し、旧海軍の航空母艦「加賀」に続き日本の艦艇としては二代目、海上自衛隊の護衛艦としては初代である。太平洋戦争期の正規空母・雲龍型航空母艦や蒼龍を若干ながら上回る規模と排水量を有し、甲板を含めた全長248mは旧海軍空母「加賀」（単層の飛行甲板に改装後）とほぼ同じ。艦内神社も「加賀」と同じ白山比咩神社（加賀国一宮）。1番艦の「いずも」と共に海上自衛隊史上最大の艦艇。建造費用は1,155億円。
本記事は、本艦の艦歴について主に取り扱っているため、性能や装備等の概要についてはいずも型護衛艦を参照されたい。

## 艦歴
「かが」は、しらね型護衛艦2番艦「くらま」の代替艦として計画され、23中期防に基づく平成24年度計画19,500トン型ヘリコプター搭載護衛艦（24DDH）として、ジャパンマリンユナイテッド横浜事業所磯子工場で2013年10月7日に起工され、2015年8月27日に命名・進水、2016年8月5日に公試開始となった。
2017年3月22日に就役し、第2護衛隊群（佐世保基地）に編成替えとなった「いせ」に替わり、第4護衛隊群第4護衛隊に編入された。定係港は呉となり、同年4月3日に同港へ初度入港した。
同年7月14日から17日にかけて艦名ゆかりの石川県金沢港に寄港。15日の一般公開には15,000人が来艦し、高い関心を集めた。なおこの一般公開の際に招待客が昇降機の開口部から転落しけがを負う事故が起き、2018年7月3日に業務上過失傷害の疑いで当時の艦長と副長が書類送検された。
2018年7月13日から7月20日まで平成30年7月豪雨を受けて、呉で被災者への入浴支援を行った。
同年8月26日から10月30日までのインド太平洋方面派遣訓練に護衛艦「いなづま」、「すずつき」とともに参加し、インド、インドネシア共和国、シンガポール共和国、スリランカ民主社会主義共和国、フィリピン共和国を訪問。9月13日には南シナ海で潜水艦「くろしお」と合流し、対潜戦の訓練を実施した。
9月26日にはスマトラ島西方海空域において「いなづま」とともに南シナ海へ向かうイギリス海軍フリゲート「アーガイル」と日英共同訓練を実施した。10月11日から10月15日にかけてインド海軍との共同訓練「JIMEX 18」を実施した。同月18日、訓練最後の寄港地となるシンガポールに入港した。同月23日まで寄港し、シンガポール海軍と訓練を行う予定と報道された。
その後は再び南シナ海に入り、中国人民解放軍海軍の駆逐艦「蘭州」の追尾を受けつつ行動し、10月25日に米海軍補給艦「ペコス」から「いなづま」とともに洋上補給を受けた。
2019年5月28日に海上自衛隊横須賀基地にて、来日中のドナルド・トランプ米大統領と安倍晋三首相が乗艦し視察を行った。
同年9月26日から10月4日にかけて日米印共同訓練（マラバール2019）に参加。訓練は佐世保から関東南方に至る海空域において実施され、海自からは他に護衛艦「さみだれ」「ちょうかい」、補給艦「おうみ」、P-1哨戒機 が加わった。米海軍からは駆逐艦「マッキャンベル」、P-8A、潜水艦、インド海軍からはフリゲート「サヒャドゥリ」、 コルベット「キルタン」、 P-8I が参加し、対抗訓練、対潜戦訓練、対空戦訓練、対水上射撃訓練、対空射撃訓練、洋上補給訓練を実施した。
令和元年の観艦式に参加予定であったが、令和元年東日本台風（台風19号）により観艦式は中止となり、10月13日より「かが」は救援活動の統合任務部隊に組み込まれて、福島県沖でヘリコプターの洋上基地など任務を担った。10月14日、観艦式の代わりに横須賀・木更津にて「いずも」など16隻の艦艇が一般公開された。10月16日、「いずも」が救援物資と搭載して横須賀を出港し、「かが」と交代して救援活動の統合任務部隊に加わった。
2020年9月7日から10月17日にかけて護衛艦「いかづち」とともに令和2年度インド太平洋方面派遣訓練に参加し、インド太平洋地域の各国海軍等との共同訓練等を実施した。9月13日から17日の間は南シナ海においてオーストラリア海軍駆逐艦「ホバート」、補給艦「シリウス」と日豪共同訓練を実施。9月24日にはコロンボ港周辺海空域においてスリランカ海軍哨戒艦「ガジャバフ」と日スリランカ共同訓練（JA-LAN EX）を、9月26日から28日の間はインド西方海空域においてインド海軍駆逐艦「チェンナイ」、フリゲート「タルカシュ」、補給艦「ディパック」及び航空機と日印共同訓練（JIMEX）を実施した。10月9日には南シナ海において潜水艦「しょうりゅう」と対潜戦訓練を、10月12日には同海域において米海軍駆逐艦「ジョン・Ｓ・マケイン」、補給艦「ティピカヌー」と日米共同訓練を実施した。
2021年8月20日から11月25日にかけて護衛艦「むらさめ」、「しらぬい」及び搭載航空機4機とともに令和3年度インド太平洋方面派遣訓練に参加した。海自からは他に潜水艦1隻、第1航空隊第11飛行隊所属のP-1哨戒機1機が参加し、インド太平洋地域の各国や同地域に艦艇を派遣している欧州主要国の海軍等との共同訓練等を実施した。8月26日から29日にかけて、西太平洋（フィリピン海）において実施された日米印豪共同訓練（マラバール2021）に参加した。米海軍からは駆逐艦「バリー」、補給艦「ユーコン」、P-8A哨戒機が、インド海軍からはフリゲート「シヴァリク」、コルベット「カドマット」、P-8Iが、オーストラリア海軍からはフリゲート「ワラマンガ」が参加し、対潜戦訓練、防空戦訓練、洋上補給訓練等を実施した。9月1日、パラオ周辺海空域において、パラオ共和国海上保安局巡視船「ケダム」「レメリークII」と日パラオ親善訓練を実施した。9月18日にはオーストラリア北方海空域においてオーストラリア海軍哨戒艇「マイトランド」と共同訓練を実施した。同月24日、インド洋東方海空域において、ドイツ海軍フリゲート「バイエルン」と日独共同訓練を、29日には米海軍補給艦「ユーコン」と日米共同訓練を実施した。同年10月4日、コロンボ周辺海空域スリランカ海軍哨戒艦「サガラ」と日スリランカ共同訓練（JA－LAN EX）を実施し、10月6日から8日にかけてインド西方海空域においてインド海軍駆逐艦「コチ」、フリゲート「テグ」などと日印共同訓練（JIMEX）を実施した。
同年10月11日から14日にかけて、「むらさめ」とともに日米印豪共同訓練（マラバール2021）フェーズ2に参加した。米海軍空母「カール・ヴィンソン」他、米海軍、印海軍、豪海軍の艦艇、航空機と対潜戦訓練、対水上訓練射撃、洋上補給訓練等を実施する。10月15日から18日には空母「カール・ヴィンソン」他、米海軍、豪海軍の艦艇、イギリス海軍空母「クイーン・エリザベス」を中心とする英国空母打撃群（CSG21）と日米豪英共同訓練を実施した。
同年10月29日から11月4日にかけて、南シナ海において米海軍空母「カール・ヴィンソン」、巡洋艦「レイク・シャンプレーン」、「シャイロー」、駆逐艦「ミリウス」と日米共同訓練を実施した。11月7日にはカムラン沖において、ベトナム海軍フリゲート「ディン・ティエン・ホアン」と日越親善訓練を実施した。11月8日から12日にかけて、南シナ海において駆逐艦「ミリウス」と日米共同訓練を、11月14日にはフィリピン海軍フリゲート「ホセ・リサール」と日比親善訓練を、11月16日には海自潜水艦、P-1哨戒機、米海軍駆逐艦「ミリウス」、P-8Aと日米共同対潜訓練を実施した。
2022年3月から、JMU（ジャパンマリンユナイテッド）呉事業所において、第1回特別改造工事が開始され、同工事は2024年3月29日に計画どおり完了したことが海上自衛隊から発表された。
2024年8月28日午後、台風10号から避難するため呉市倉橋島沖を航行中に第五甲板上の排気管を覆う断熱材が燃える火災が発生した。10分程で火は消し止められたものの、艦内の約1m四方が燃えたうえ乗員5名が煙を吸って病院へ搬送された。 9月6日現在、海上自衛隊は火災の原因は究明中としている。
同年9月17日、令和6年度インド太平洋方面派遣第4水上部隊として呉基地を出港した。10月5日から11月18日にかけて、アメリカ合衆国カリフォルニア州サンディエゴ沖において米海軍等の支援を受け、特別改造に伴うF-35B艦上運用試験に従事する。主要試験項目はF-35B短距離発艦、垂直着艦および艦上運用。（艦上運用試験については#空母化構想を参照）
同年11月18日（現地時間）、サンディエゴを出港、同日サンディエゴ沖において米海軍貨物弾薬補給艦「ワシントン・チャンバース」と日米共同訓練を実施した。訓練項目は洋上補給及びPHOTOEX。同年12月15日、呉基地に帰港した。
2025年2月10日から2月18日にかけて、護衛艦「あきづき」、P-3C哨戒機とともにフィリピン東方海空域で実施される日米仏共同訓練（パシフィック・ステラー）に参加する。米海軍空母「カール・ヴィンソン」、巡洋艦「プリンストン」、駆逐艦「スタレット」、駆逐艦「ウィリアム・P・ローレンス」、P‐8A哨戒機、フランス海軍空母「シャルル・ド・ゴール」、フリゲート「アルザス」、「フォルバン」、駆逐艦「プロヴァンス」、補給艦「ジャック・シュヴァリエ」、哨戒機「アトランティック」が参加し、各種戦術訓練（対空戦、対潜戦、LINKEX、クロスデッキ等）及びPHOTOEXを実施した。
同年7月31日から8月4日にかけて、四国南方からフィリピン東方の訓練海域において護衛艦「てるづき」、 スペイン海軍フリゲート「メンデス・ヌニェス」とともに日スペイン共同訓練を実施した。訓練項目等は各種戦術訓練（対潜戦等）、洋上移送訓練、戦術運動及びPHOTOEX。引き続き8月4日から8月12日にかけて西太平洋の訓練海空域において、「てるづき」、潜水艦とともに日英米豪西諾共同訓練に参加する。イギリス海軍からは空母「プリンス・オブ・ウェールズ」、駆逐艦「ドーントレス」、 フリゲート「リッチモンド」、給油艦「タイドスプリング」が、米海軍からは空母「ジョージ・ワシントン」、巡洋艦「ロバート・スモールズ」、駆逐艦「シャウプ」、強襲揚陸艦「アメリカ」、オーストラリア海軍から駆逐艦「ブリスベン」、スペイン海軍フリゲート「メンデス・ヌニェス」、ノルウェー海軍フリゲート「ロアール・アムンセン」が参加し、各種戦術訓練（対潜戦）、クロスデッキ、PHOTOEXを実施した。同訓練中の9日、イギリス軍は空母打撃群のF-35Bが「かが」に着艦したと公表した。あわせて米軍のF-35Bも着艦した。「かが」に米国以外の国が運用する戦闘機が着艦するのは初。なお、同訓練期間中、英国軍からの要請を受け「てるづき」とともに「プリンス・オブ・ウェールズ」等に対し、英国軍に対しては初となる自衛隊法第95条の2に基づく武器等の警護を実施した。

## 歴代艦長
| 代       | 氏名     | 在任期間                      | 出身校・期 | 前職                                      | 後職                           | 備考     |
| 艤装員長 | 艤装員長 | 艤装員長                      | 艤装員長   | 艤装員長                                  | 艤装員長                       | 艤装員長 |
| -------- | -------- | ----------------------------- | ---------- | ----------------------------------------- | ------------------------------ | -------- |
| -        | 遠藤昭彦 | 2015年8月27日 - 2017年3月21日 | 防大33期   | くらま艦長 → 2015.7.24 護衛艦隊司令部勤務 | かが艦長                       |          |
| 艦長     |          |                               |            |                                           |                                |          |
| 1        | 遠藤昭彦 | 2017年3月22日 - 2018年3月15日 | 防大33期   | かが艤装員長                              | 海上訓練指導隊群司令部首席幕僚 |          |
| 2        | 水田英幹 | 2018年3月16日 - 2019年12月1日 | 防大32期   | 海上訓練指導隊群司令部首席幕僚            | 呉海上訓練指導隊司令           |          |
| 3        | 西田敏志 | 2019年12月2日 - 2022年1月11日 | 防大37期   | 舞鶴地方総監部防衛部第3幕僚室長           | ましゅう艦長                   |          |
| 4        | 國分一郎 | 2022年1月12日 - 2024年4月8日  |            | 護衛艦隊司令部幕僚 兼 自衛艦隊司令部勤務  | 海上訓練指導隊群司令部首席幕僚 |          |
| 5        | 竹内周作 | 2024年4月9日 -                |            | 海上訓練指導隊群司令部首席幕僚            |                                |          |

## ロゴマーク

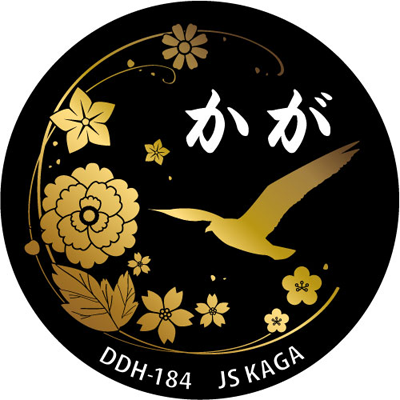
「かが」ロゴマーク

艦のロゴマークは一般から公募されたもので、金箔や加賀友禅など加賀藩の名産品や、加賀藩主である加賀前田家の家紋でもある梅などを取り入れたデザインである。
日本を代表する四季の花々を春夏秋冬の順番で配置し、そのバックに広がる蔦には、日本海の波しぶきと、加賀を吹き抜ける風を表し、中央の海鳥はヘリコプターが力強く飛び立つイメージを表している。
これらの花の花言葉と「自衛官の心がまえ」には相通じる部分があり、ヘリコプター搭載護衛艦として高い誇りをもって職務に精励する乗員のシンボルである。

## 空母化構想
「かが」は、2021年度末から5年に一度の大規模な定期検査に入るのを機に、F-35B戦闘機の搭載に向けて大規模な改修を行う予定となっていたが、艦内の区画や搭乗員の待機区画の整備については、アメリカ軍の協力による検証実験や試験を実施し、実運用する際の人やモノの動き、動線を詳細に検討したうえで、改修内容を確定することが妥当であることがわかったという。このため、艦内区画の整備などについては、2021年度の定期検査に合わせてではなく、2026年度末からの定期検査に合わせて実施する予定となった。
また、F-35Bを安全に運用するために、艦首形状を長方形に変更する改修工事が行われる予定となっている。カタパルト（射出機）や「スキージャンプ台」と呼ばれる傾斜滑走路の設置の予定はない。
防衛省は2021年8月31日、令和4年度防衛予算編成に向け、「いずも」と「かが」にF-35Bを搭載できるよう、いずも型護衛艦改修費として67億円を概算要求した。内訳は「いずも」の着艦誘導装置を先行取得するための費用が36億円、米軍からの技術支援経費が12億円、「かが」の航空管制室の視認性を高めるための工事経費が13億円などとなっている
。この着艦誘導装置としては、米海軍と米レイセオン社が共同開発した「ジェイパルス（JPALS：Joint Precision Approach and Landing System）」が予定されている。JPALSはGPS衛星信号と慣性航法システム（INS）を使って、F-35Bやオスプレイといった軍用機を自動的に安全かつ正確に着艦誘導する全天候型のシステムである。防衛省は令和4年度予算では「いずも」の分のみのJPALSを取得し、「かが」の分は後年度に取得する方針である。
岸田文雄内閣は2021年12月24日、令和4年度防衛予算編成で「いずも」と「かが」にF-35Bを搭載できるようにする改修費として61億円を計上し、閣議決定した。内訳は「いずも」の着艦誘導装置を先行取得するための費用が36億円、アメリカ軍からの技術支援経費が12億円、「かが」の航空管制室の視認性を高めるための工事経費が13億円となり、いずれも2021年8月公表の概算要求額が満額認められた。
2023年4月、改修工事中だった呉市内の事業所から出渠した。艦首が“台形”から“長方形”に変化しており、前部ファランクスは本体がなく台座のみとなっていた。艦番号も表記されておらず、改修工事中に設置されたと思われる作業用の構築物も撤去されていなかった。
同年10月、本艦に艦名と艦番号を書くため筆入れ作業が行われた。改修工事完了後の11月初旬から海上公試を行い、11月17日に母港の呉基地に帰還した。
2024年10月から米国サンディエゴ沖において、米海軍及び米海兵隊の支援を得て矩形の飛行甲板に改修後のF-35Bの艦上運用に必要な諸元を収集するための所要の試験を実施し、現地時間10月20日15時ごろ、F-35Bが初の着艦に成功した。また、翌10月21日には発艦試験が行われた。海上自衛隊の護衛艦で固定翼戦闘機が発着艦したのは、2021年に同型艦「いずも」にF-35Bが発着艦して以来、これが史上2度目のことである。
同年11月6日（日本時間7日）にF-35Bの艦上運用試験が完了したことが、海上自衛隊から公表された。

特別改造に伴うF-35B艦上運用試験の様子（2024年）
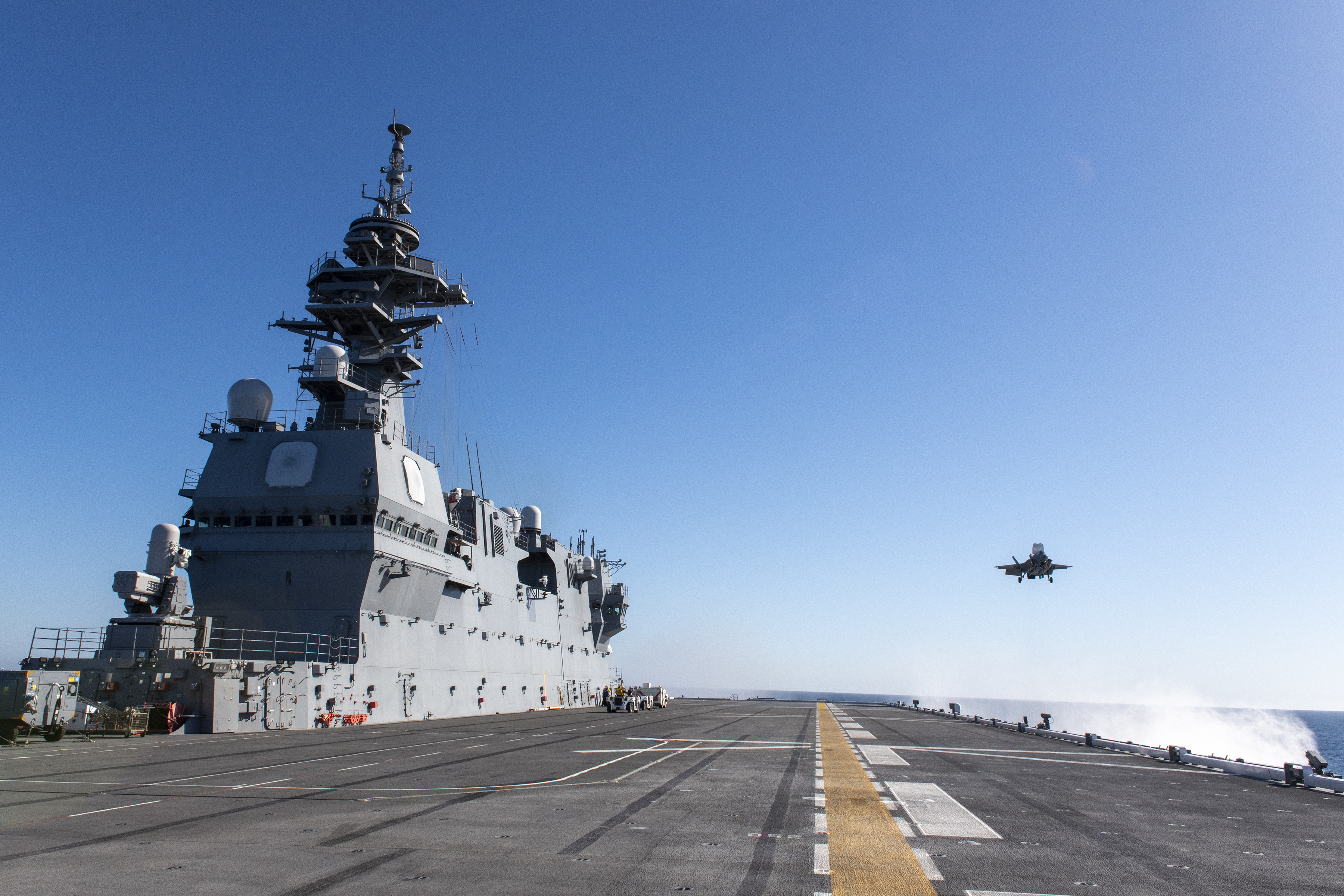
初着艦する米海軍F-35B戦闘機（2024年10月20日）
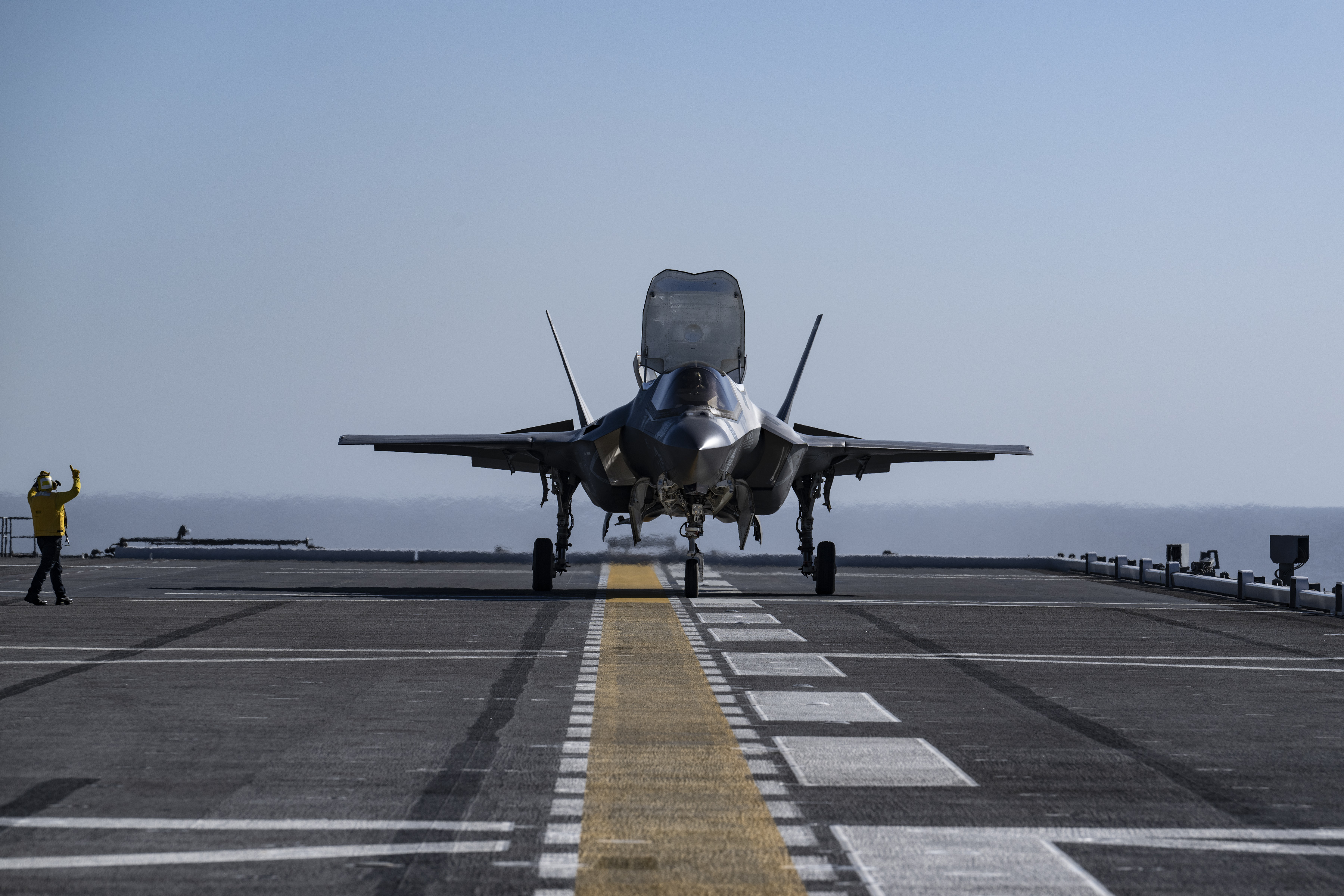
同左
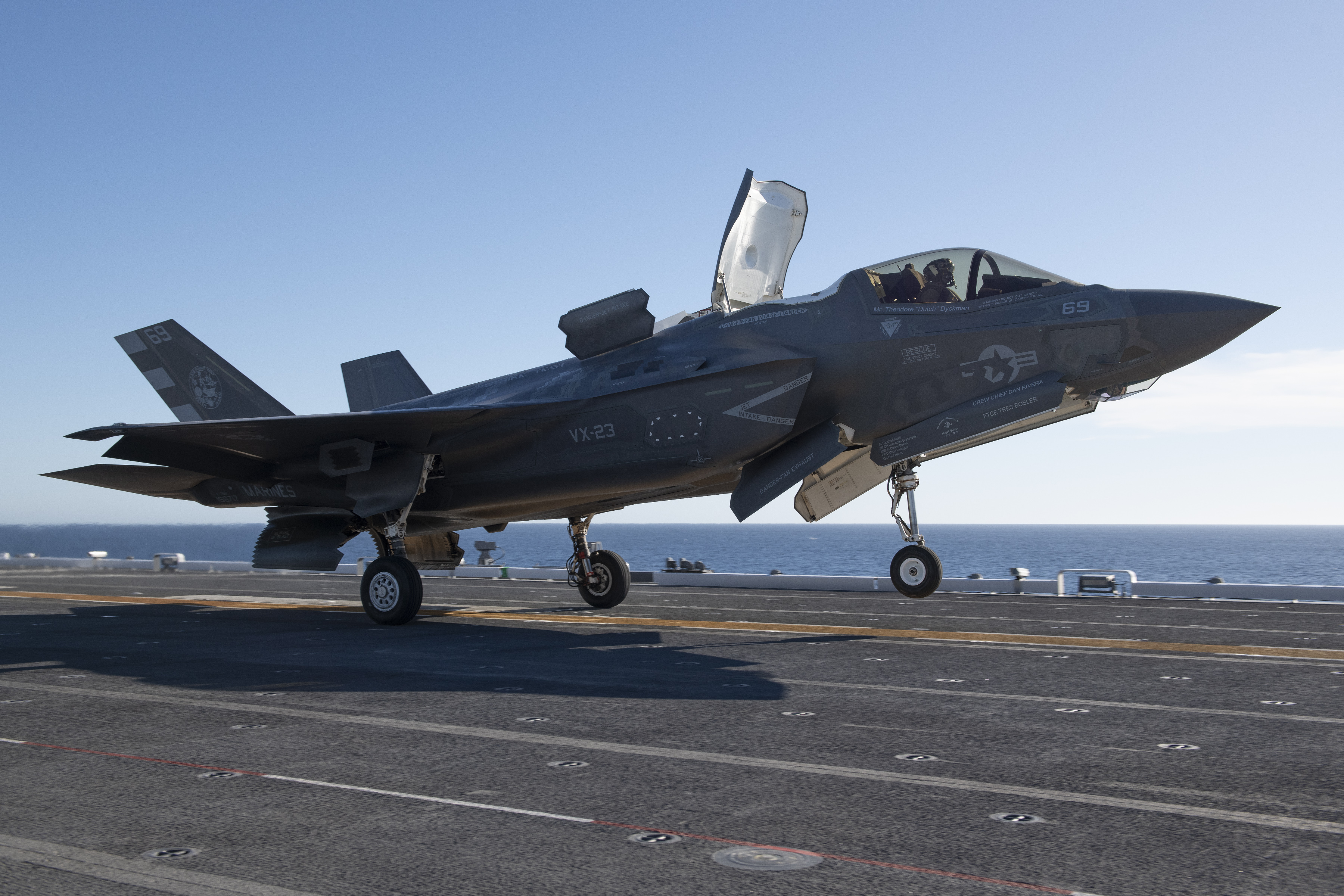
初発艦するF-35B戦闘機 （2024年10月21日）
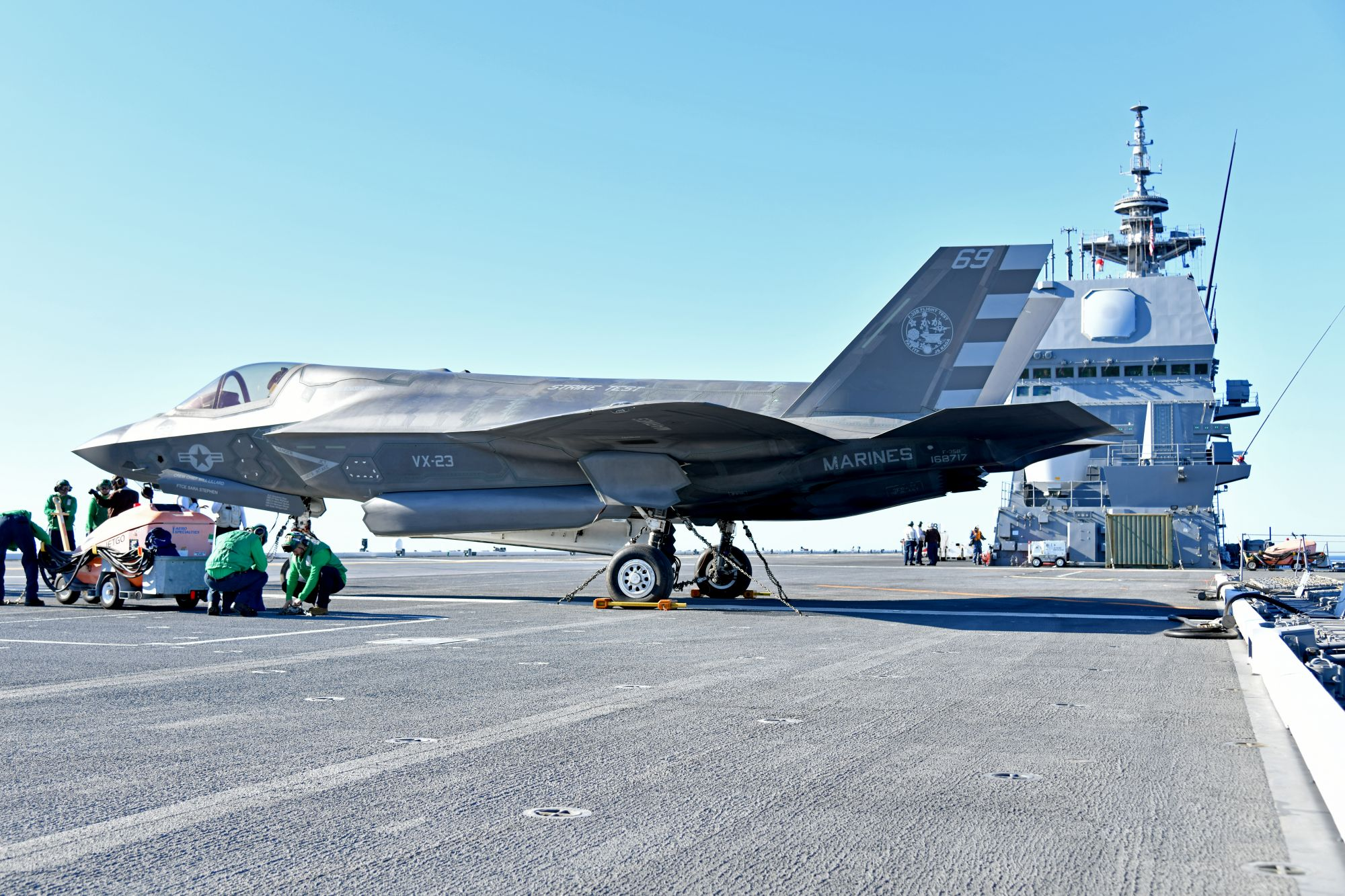
艦上運用試験を記念するエンブレムが描かれているF-35B
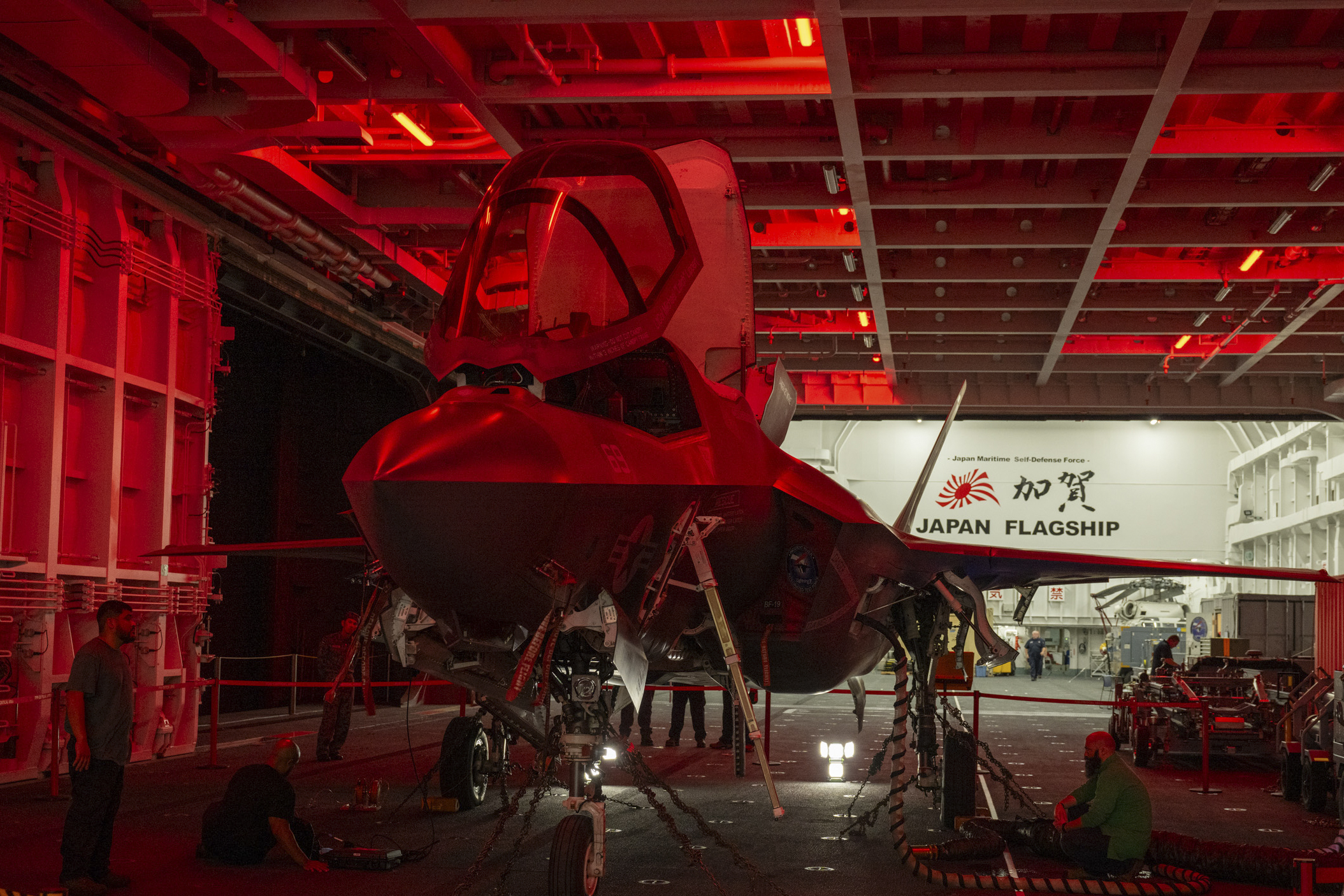
格納庫に収容されたF-35B
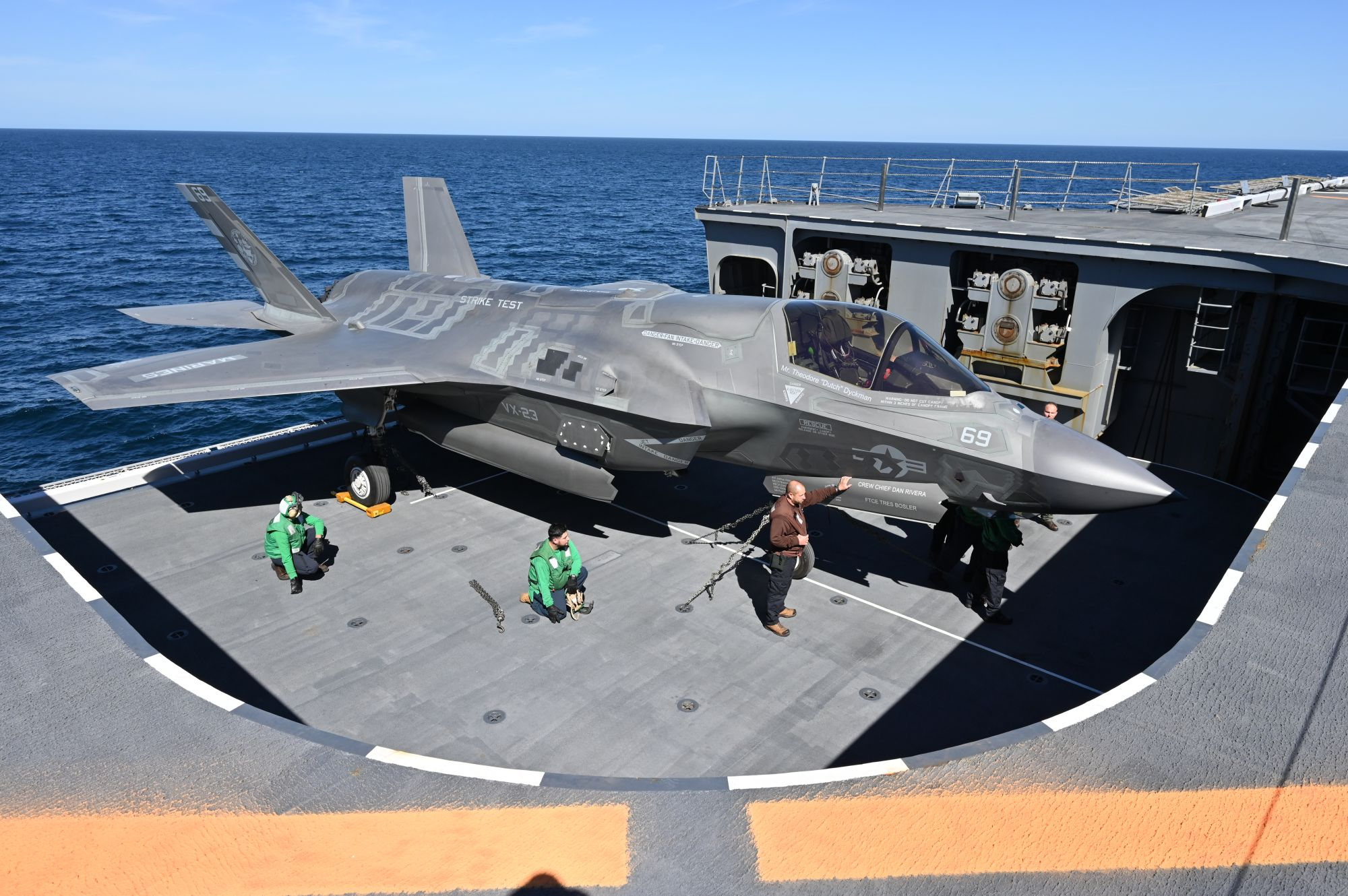
デッキサイド式エレベーターに搭載され移動するF-35B
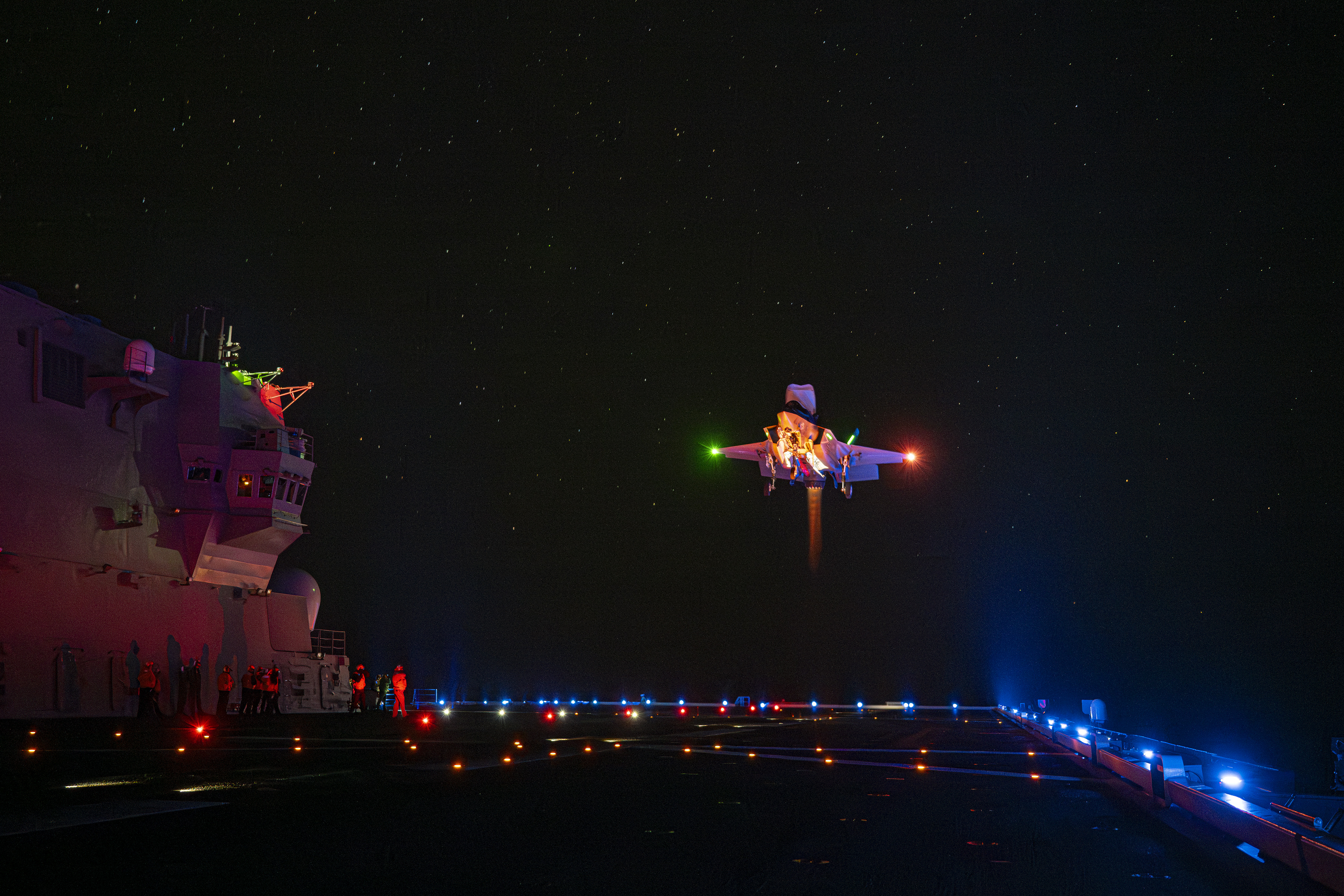
夜間発着艦試験の様子

## ギャラリー

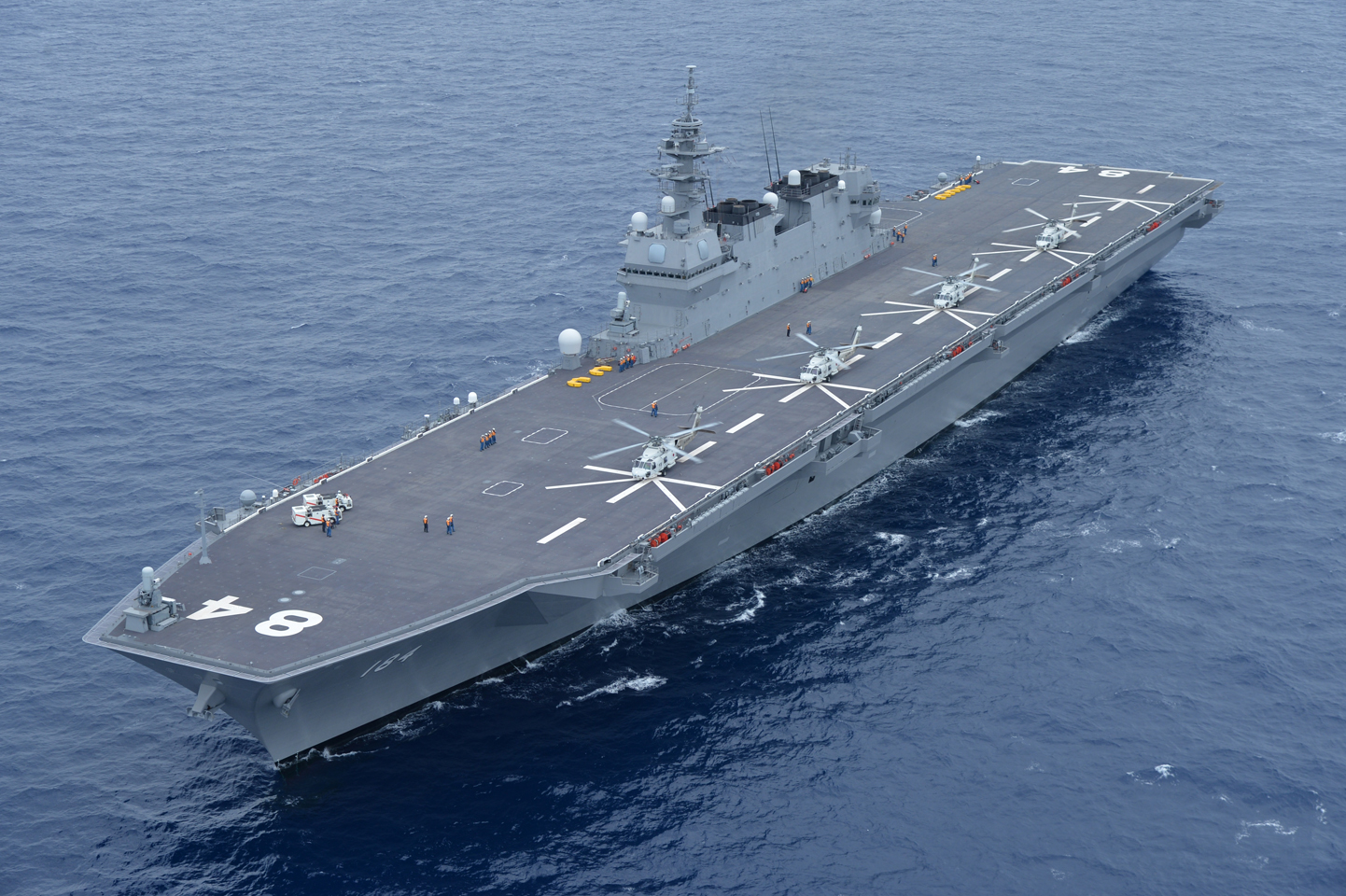
就役当時の「かが」
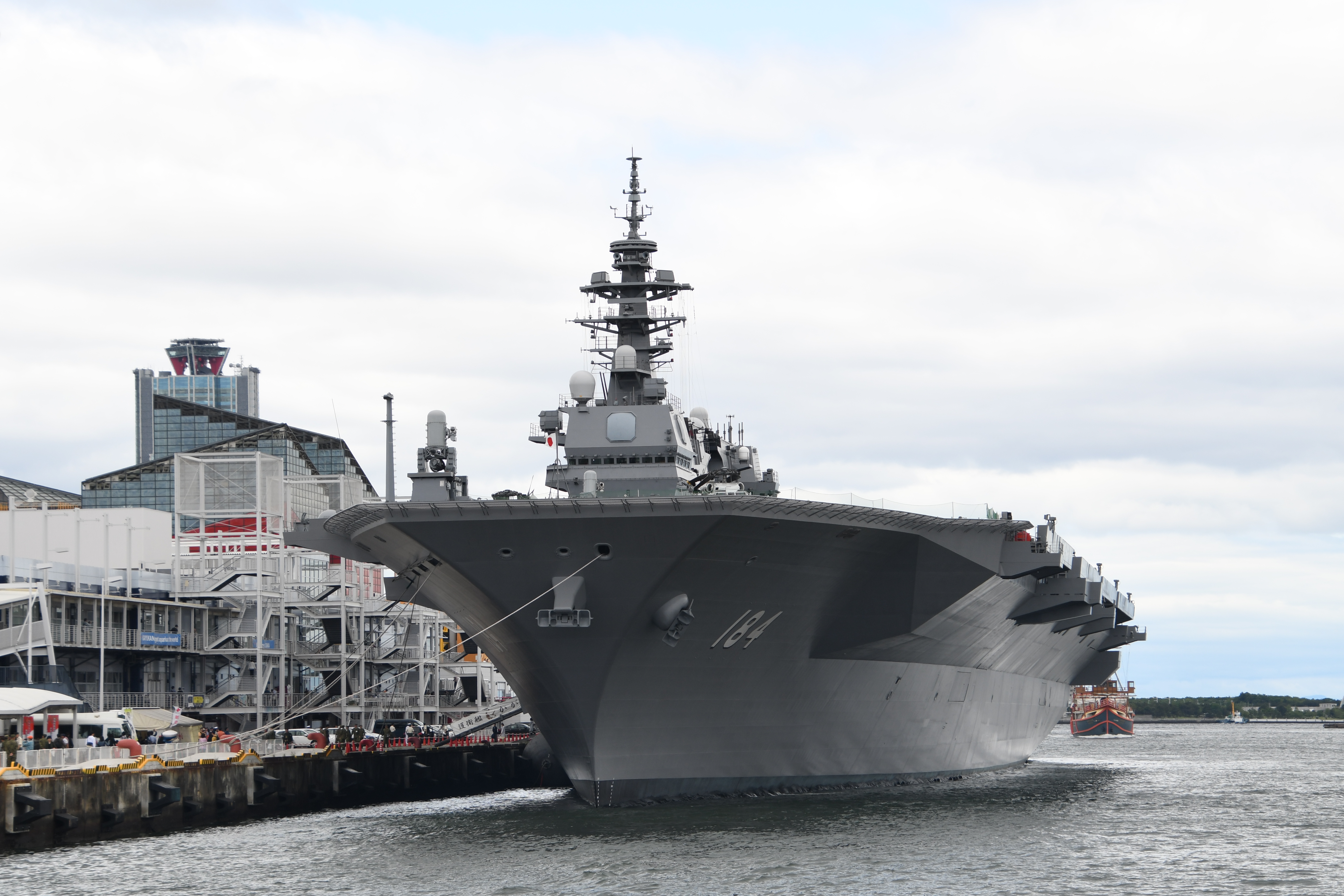
前方より
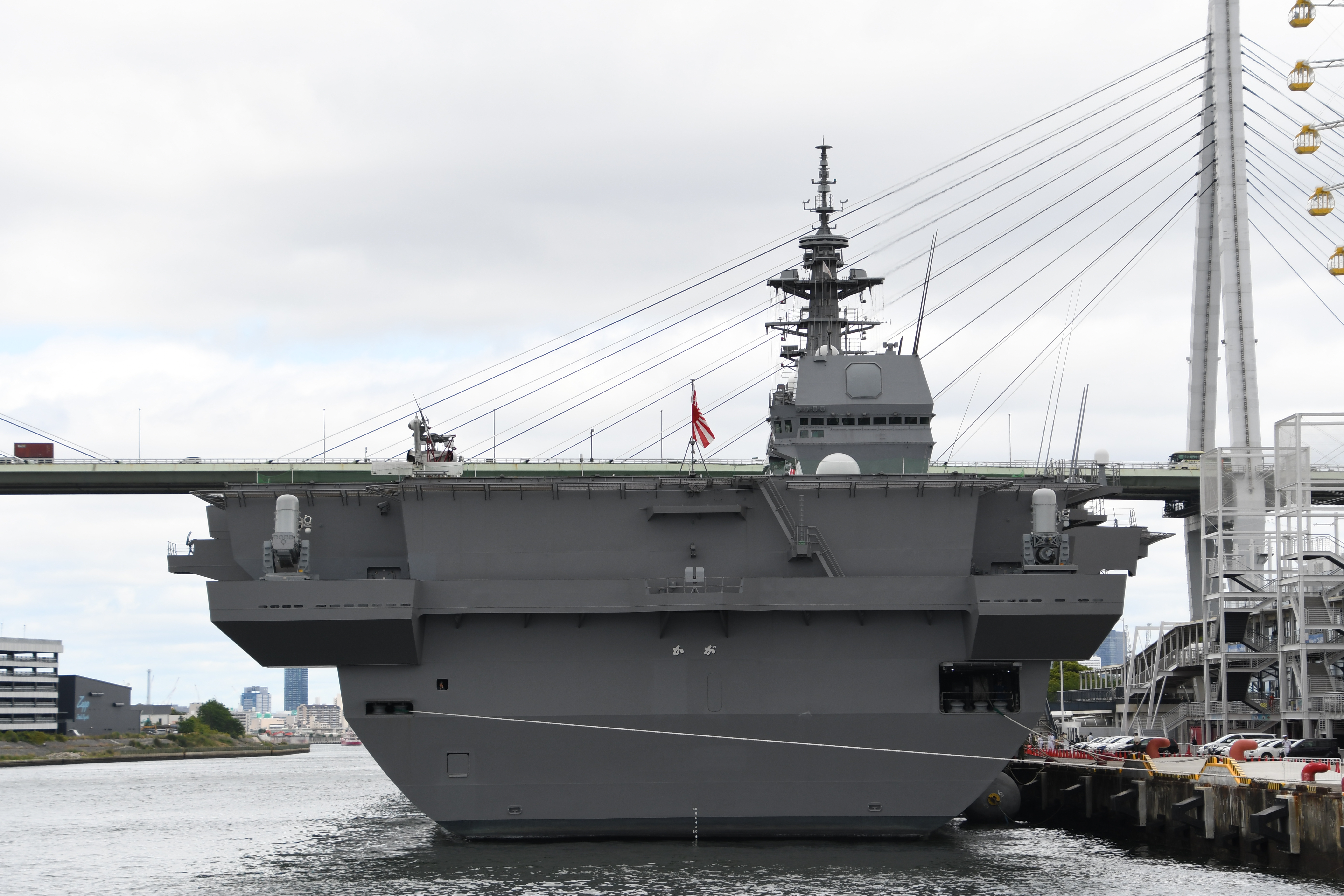
後方より
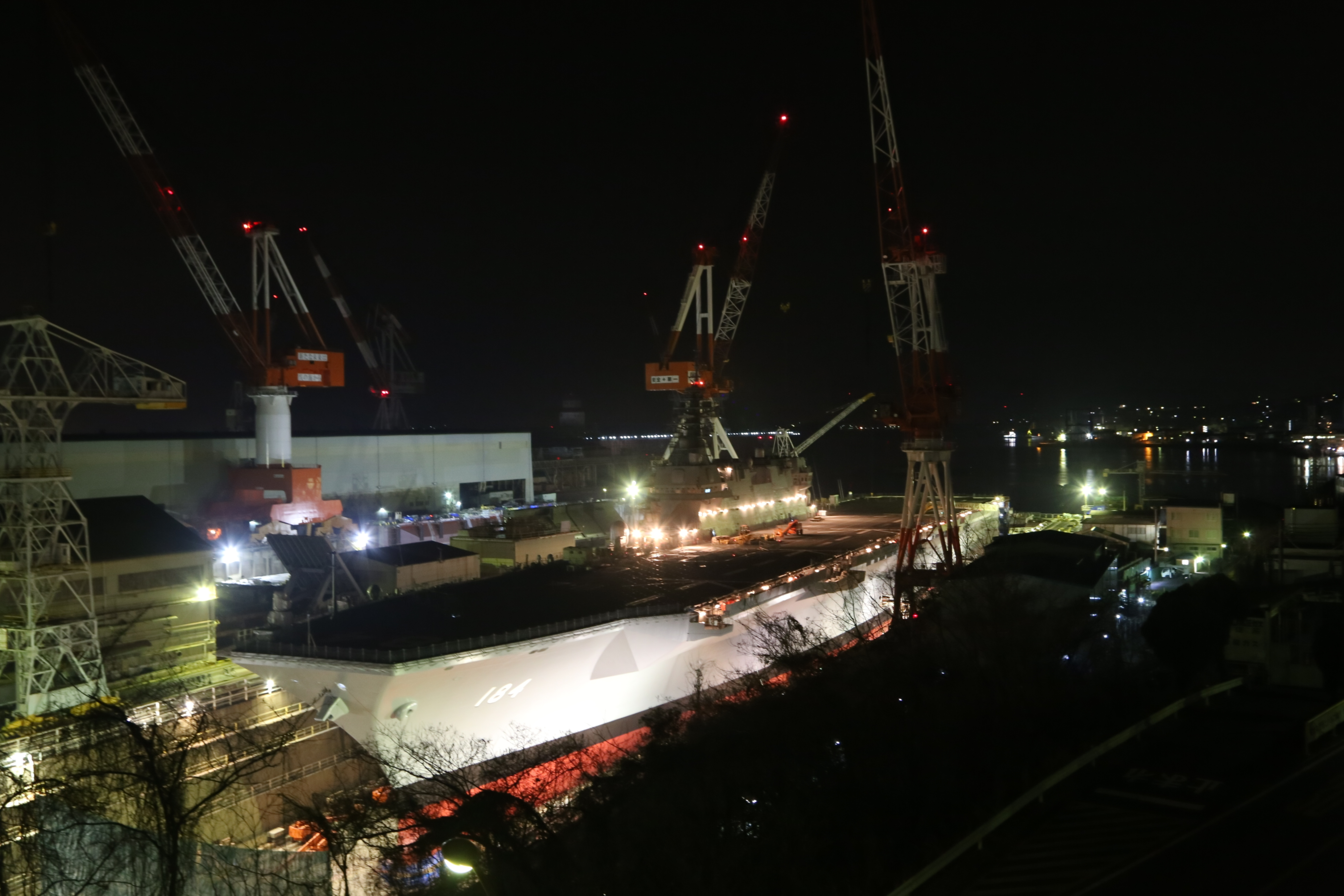
ジャパンマリンユナイテッドに入渠中の「かが」
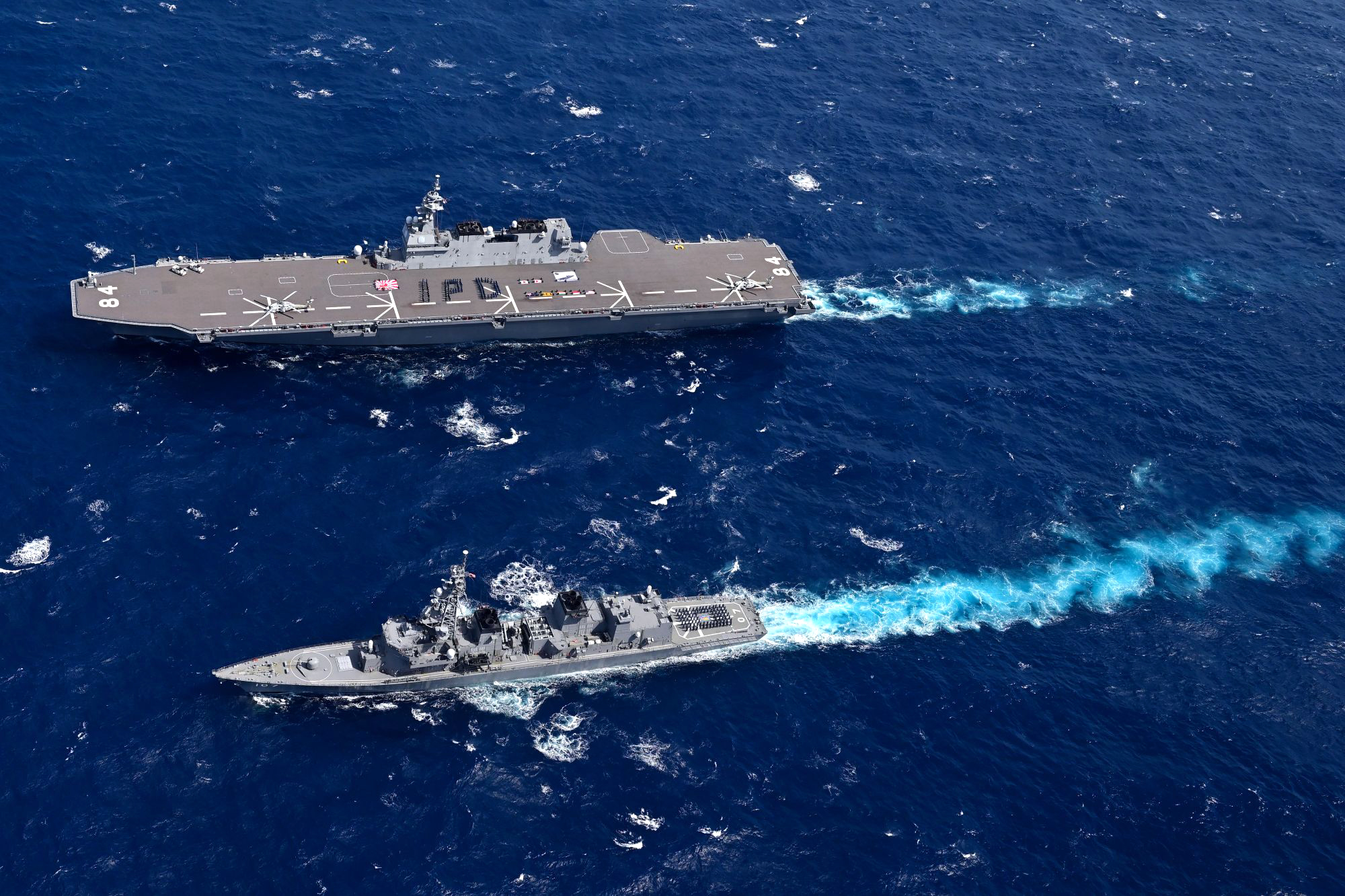
令和2年度インド太平洋方面派遣訓練に参加中の「かが」と「いかづち」
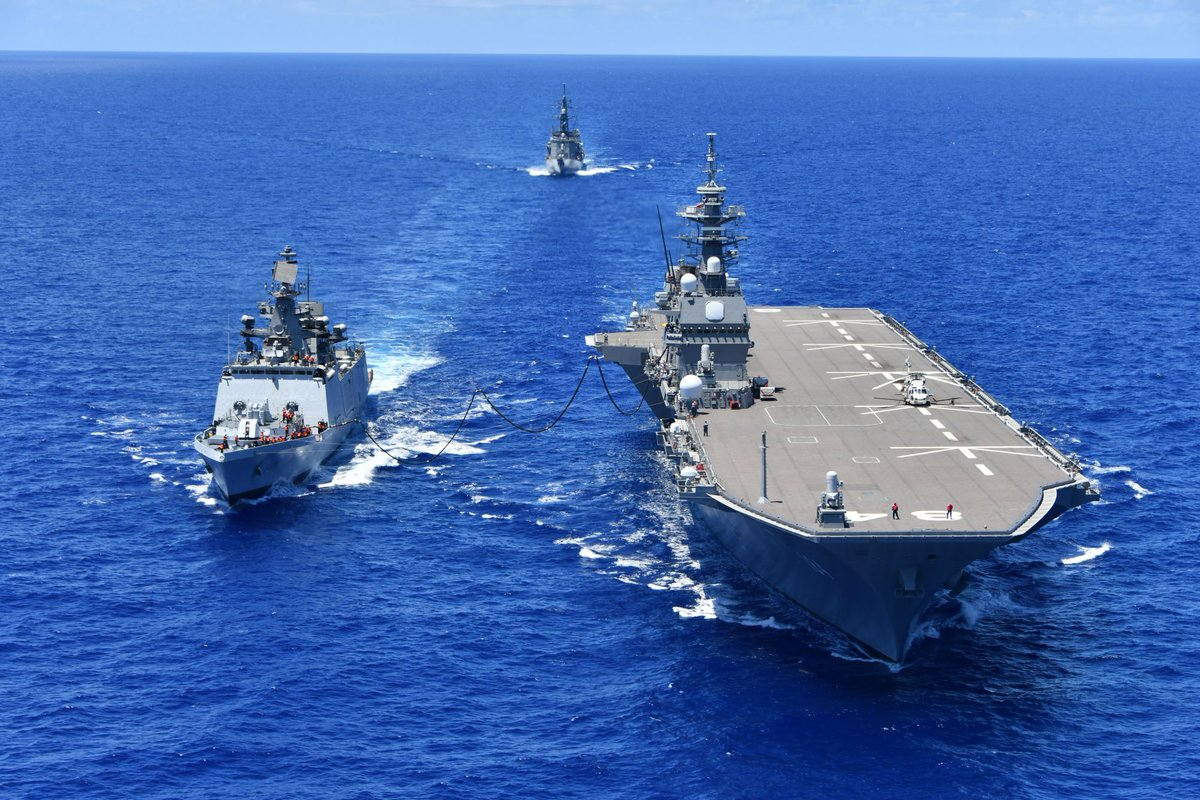
マラバール2021に参加中の「かが」
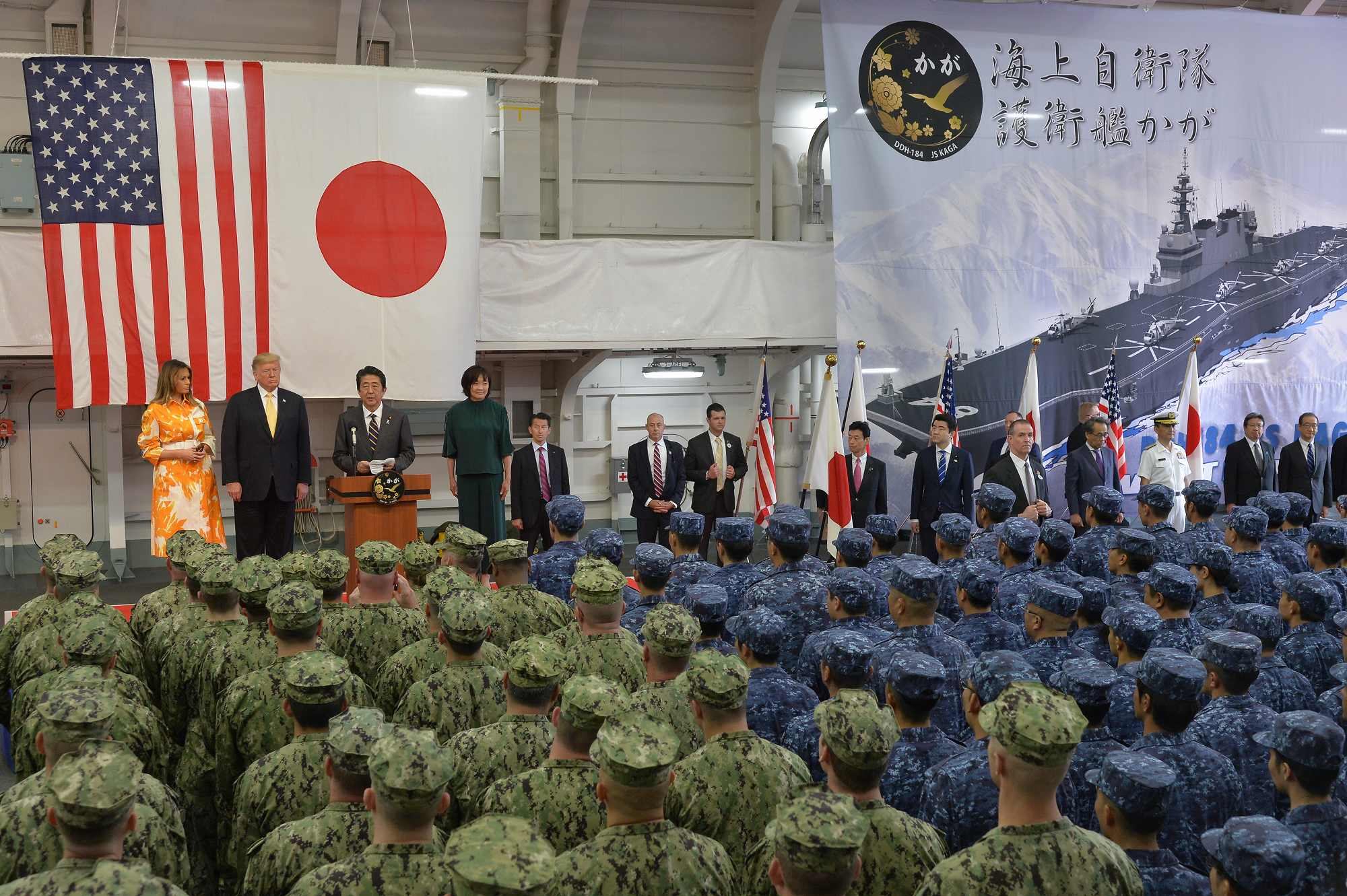
「かが」を訪問した安倍晋三総理大臣夫妻とドナルド・トランプ大統領夫妻
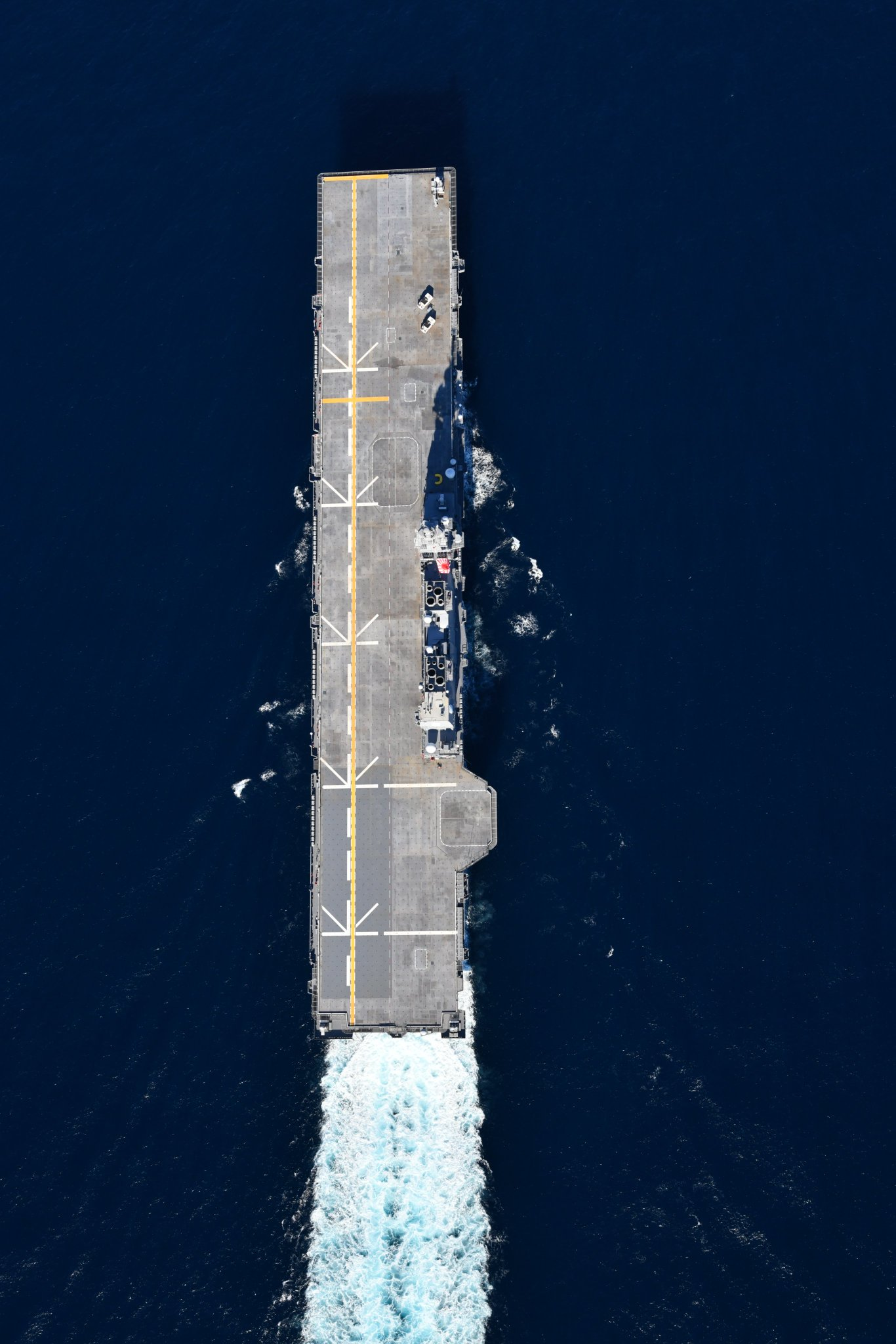
第1回特別改造工事終了後の「かが」（上方から）
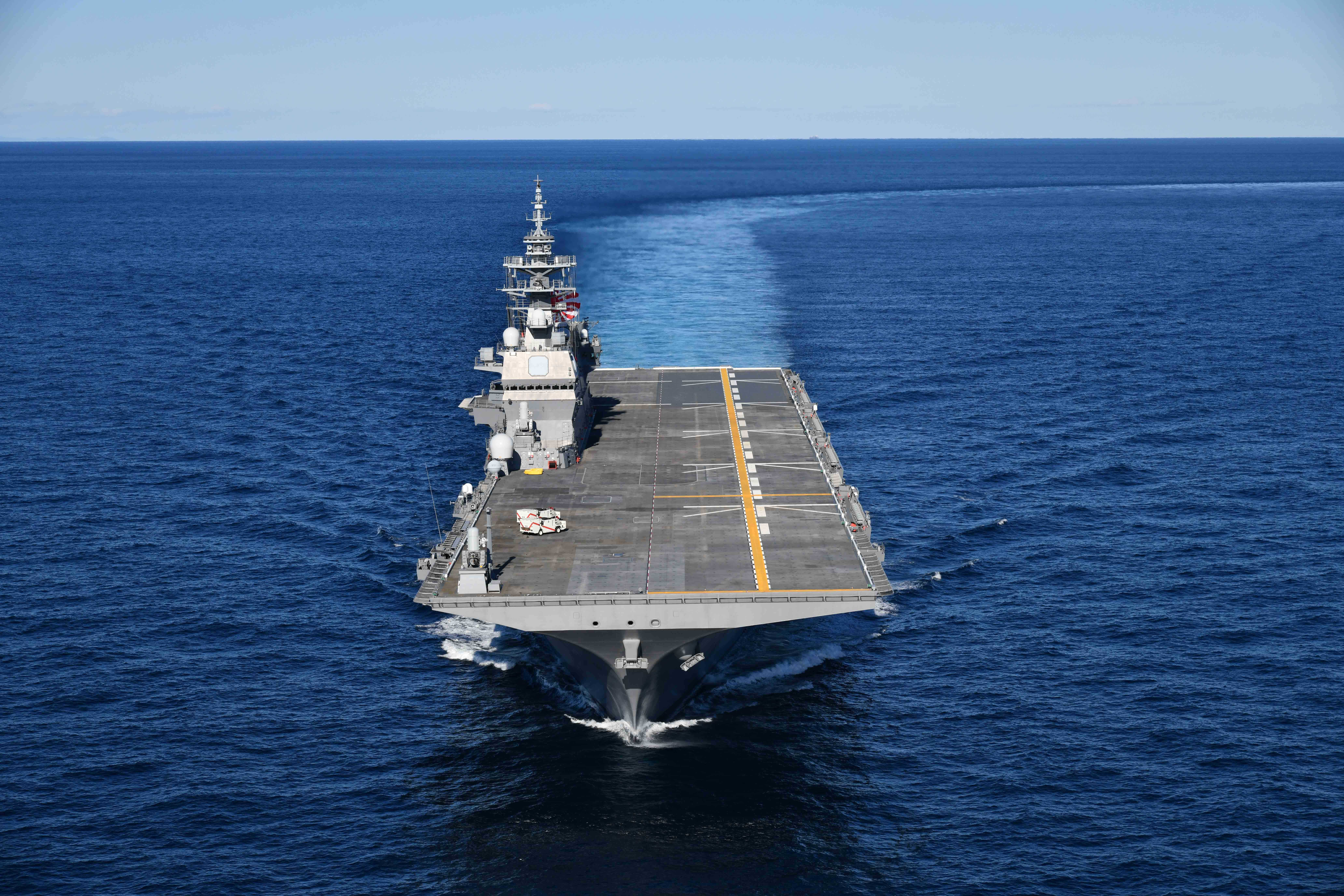
第1回特別改造工事終了後の「かが」（正面から）
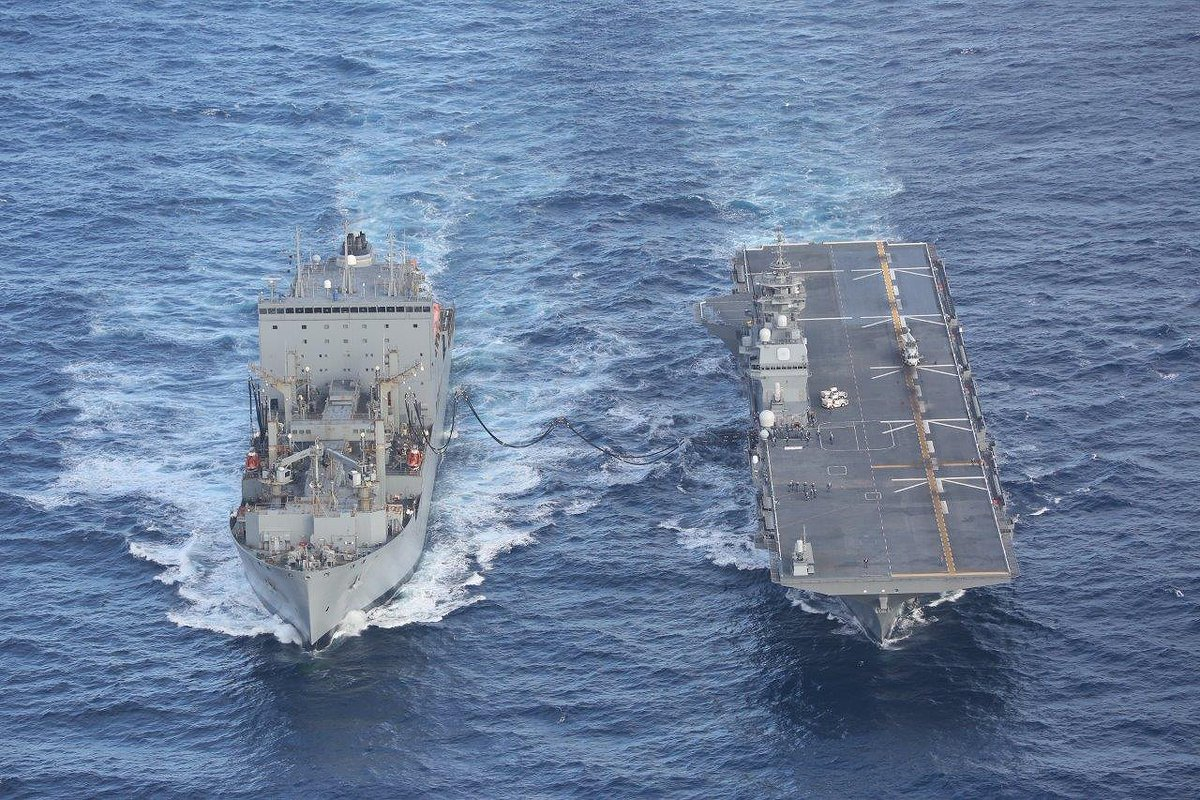
米海軍貨物弾薬補給艦「ワシントン・チャンバース」と日米共同訓練を実施中の「かが」
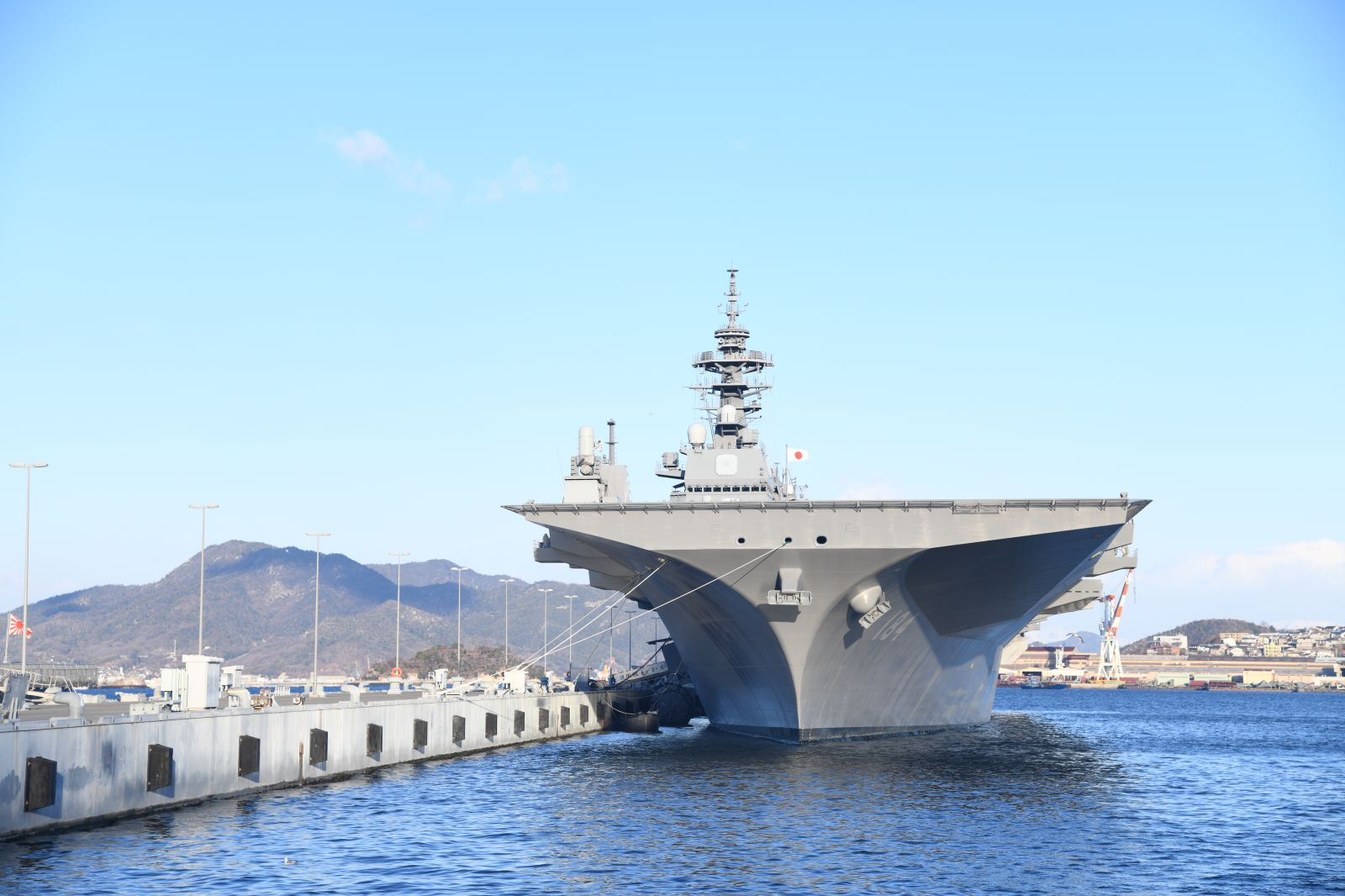
艦首改造後の「かが」
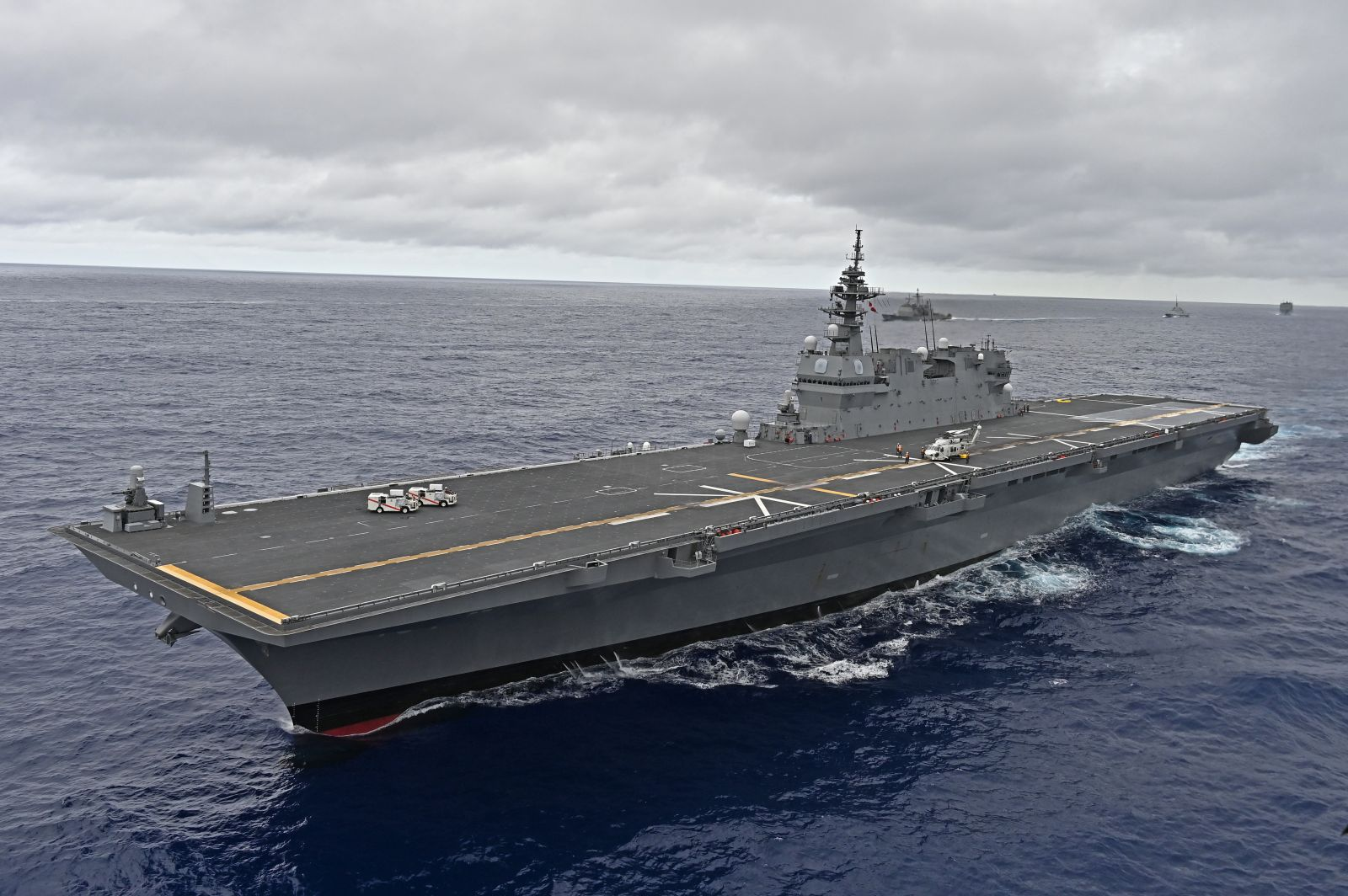
日米仏共同訓練に参加中の「かが」
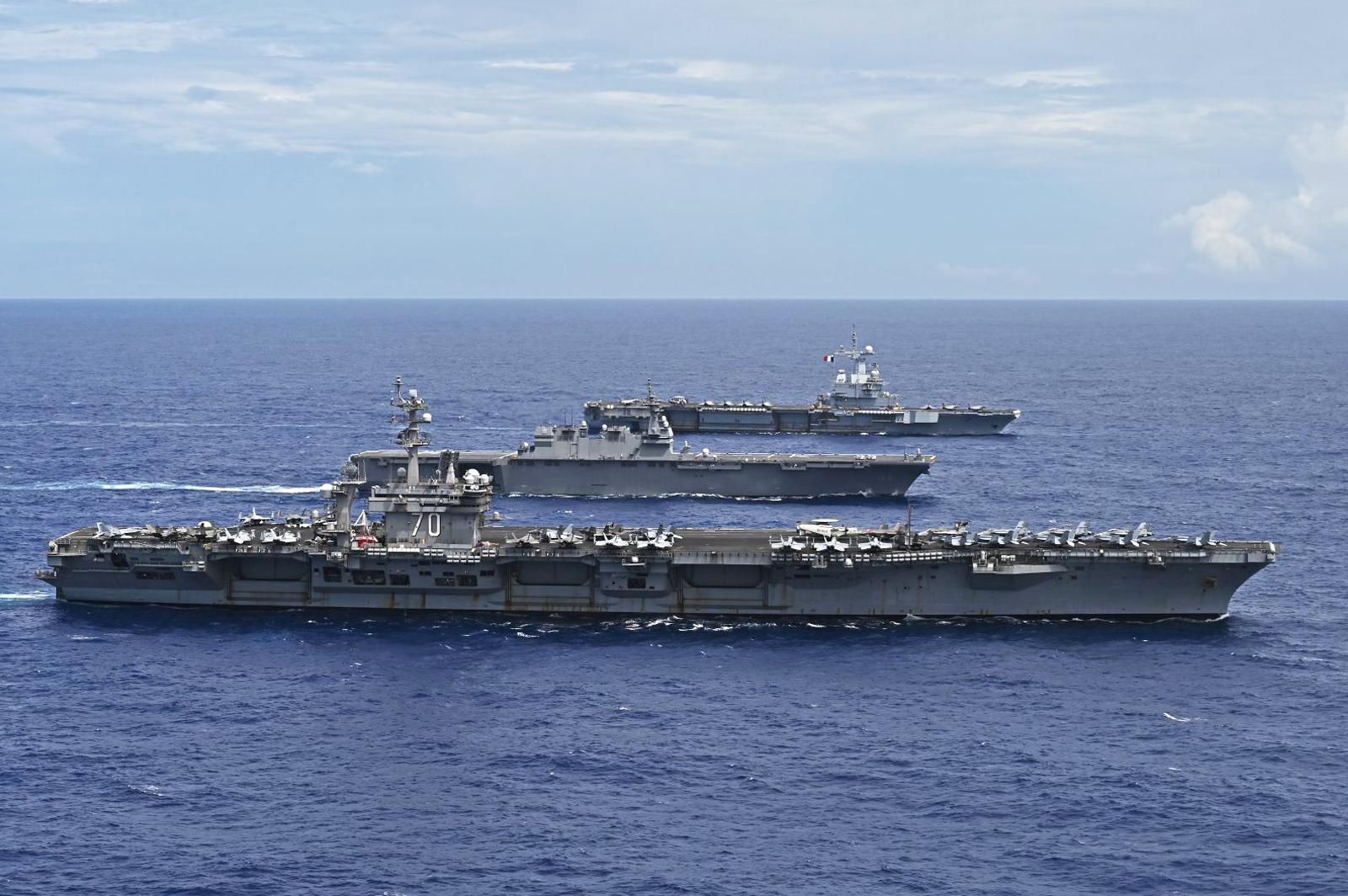
日米仏共同訓練を実施中の「カール・ビンソン」、「かが」、「シャルル・ドゴール」
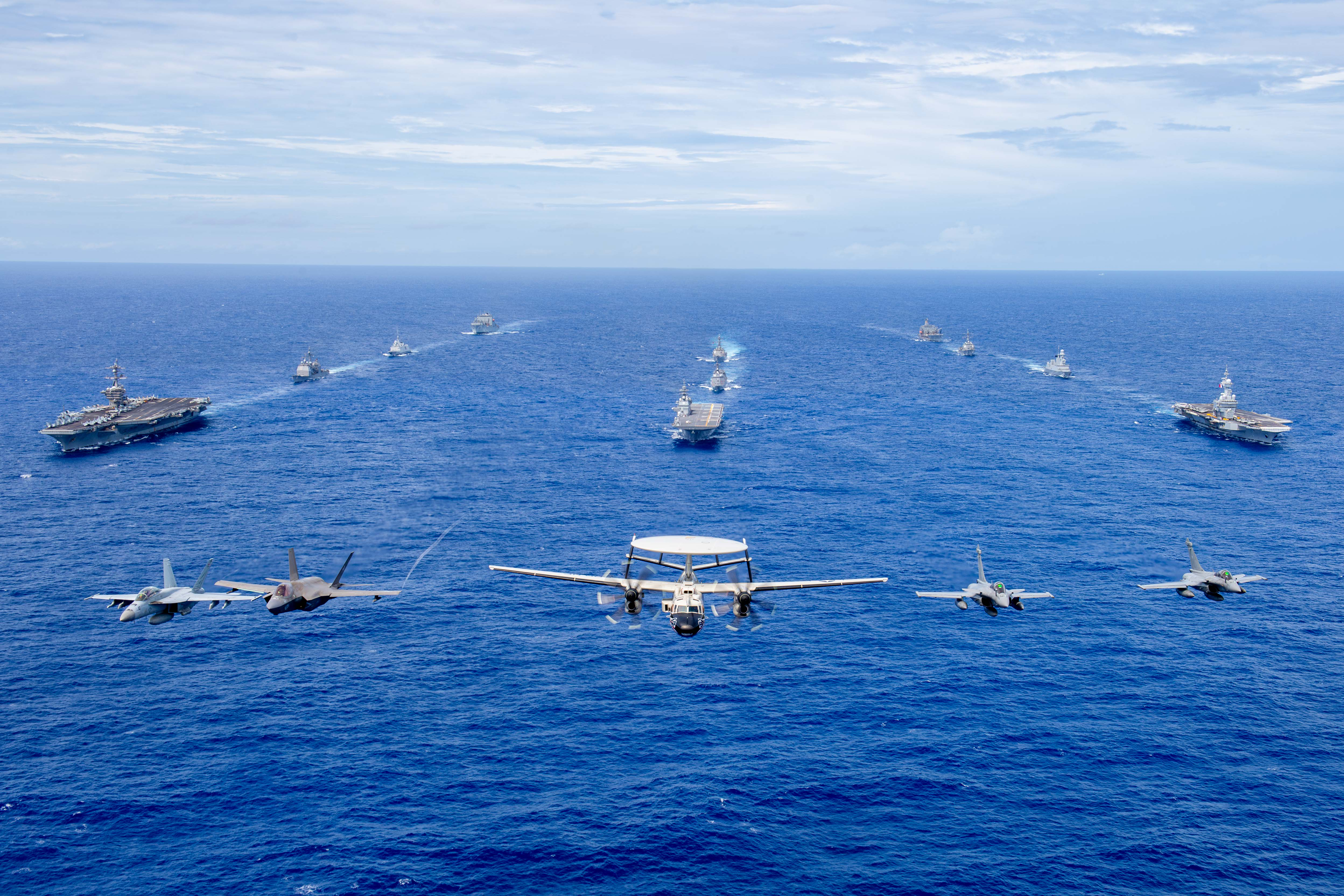
日米仏共同訓練（パシフィック・ステラー）に参加中の日米仏の艦艇と航空機